# Кинтана, Виктор Себастьян
Ви́ктор Себастья́н Кинта́на Эрре́ра (исп. Víctor Sebastián Quintana Herrera; род. 6 марта 2003) — парагвайский футболист, защитник клуба «Олимпия».

## Клубная карьера
Кинтана — воспитанник клуба «Олимпия». 4 июля 2022 года в матче против столичного «Гуарани» он дебютировал в парагвайской Примере. В своём дебютном сезоне Кинтана стал чемпионом Парагвая.

## Международная карьера
В 2023 году в составе молодёжной сборной Парагвая Кинтана принял участие в молодёжном чемпионате Южной Америки в Колумбии. На турнире он сыграл в матчах против сборных Аргентины, Перу, Венесуэлы, Уругвая, Эквадора, а также дважды Колумбии и Бразилии.

## Достижения
«Олимпия»
- Победитель парагвайской Примеры — Клаусура 2022